# Cmentarz wojenny nr 250 – Gręboszów
Cmentarz wojenny nr 250 w Gręboszowie – cmentarz z I wojny światowej.
Zaprojektowany przez architekta Johanna Watzala jako kwatera wojskowa na cmentarzu parafialnym. Pochowano na nim 112 żołnierzy austro-węgierskich i 83 rosyjskich w 27 grobach pojedynczych i 16 zbiorowych.